# Sebastián Halpern
Sebastián Halpern (22 de marzo de 1979 en Mendoza) es un empresario y deportista argentino.

## Carrera deportiva
Es piloto de automovilismo, motociclista y regatista.
Se inició en el cuatriciclo en 1999. En 2002 se consagró campeón mendocino y argentino de Enduro, títulos que repetiría varias veces en los años siguientes. En 2009 ganó el Enduro del Verano y alcanzó el primer lugar en el Campeonato Argentino de Rally Cross Country en 2013 (4x2). Fue nuevamente campeón de Cross Country en 2018 en la categoría Autos T1 Nafta.
Halpern ha competido en ocho ediciones del Rally Dakar, inicialmente en la categoría de cuatriciclos y más recientemente en coches. Destacan sus dos primeras participaciones, en 2010 y 2011, donde finalizó sexto y segundo respectivamente en la categoría de cuatriciclos, con dos victorias en cada edición, así como tres resultados dentro de los 10 mejores en coches, en 2010, 2022 y 2023

## Vida personal
Sebastián es propietario de Halpern SRL, dedicada a la venta mayorista de insumos para la conducción, control y filtrado del agua.

## Resultados

### Rally Dakar
| Año     | Clase  | Vehículo | Posición | Victorias de etapa |
| ------- | ------ | -------- | -------- | ------------------ |
| 2010    | Quads  | Yamaha   | 6.º      | 2                  |
| 2011    | Quads  | Yamaha   | 2.º      | 2                  |
| 2012    | Coches | Toyota   | 54.º     | -                  |
| 2013    | Coches | Toyota   | 47.º     | -                  |
| 2015    | Quads  | Yamaha   | Ret.     | -                  |
| 2018    | Coches | Toyota   | 9.º      | -                  |
| 2022    | Coches | MINI     | 8.º      | -                  |
| 2023    | Coches | MINI     | 9.º      | -                  |
| Fuente: |        |          |          |                    |

### Campeonato Mundial de Rally Raid (FIM)
| Año     | Clase  | Vehículo | Posición | Puntaje | Victorias |
| ------- | ------ | -------- | -------- | ------- | --------- |
| 2022    | Coches | Yamaha   | 12.º     | 26      | -         |
| 2023    | Coches | Yamaha   | 5.º      | 89      | -         |
| 2024    | Coches | Yamaha   | 17.º     | 24      | -         |
| Fuente: |        |          |          |         |           |